# Izba Deputowanych (Luksemburg)
Izba Deputowanych (luks. Chamber vun den Deputéierten, D'Chamber, fr. Chambre des Députés, niem. Abgeordnetenkammer) jest to unikameralny parlament Luksemburga. Metonimiczną nazwą parlamentu jest Krautmaart (nazwa placu na którym znajduje się budynek parlamentu).
Parlament składa się z 60 członków wybieranych na pięcioletnią kadencję pochodzących z dwumandatowych okręgów wyborczych.

## Funkcja
Funkcja parlamentu jest zapisana w konstytucji Luksemburga w rozdziale IV. Pierwsze artykuły przedstawiają zasady wyborów kandydatów na członków parlamentu. Ogólnonarodowe głosowanie wybiera członków parlamentu na zasadzie metody D’Hondta oraz proporcjonalne większości głosów jaką otrzymała każda partia polityczna. Następny artykuł jest poświęcony zasadom głosowania.
Każda ustawa parlamentarna musi podlegać ogólnemu głosowaniu w parlamencie. Każda propozycja ustalenia prawa musi podlegać dwukrotnemu głosowaniu w parlamencie w przeciągu trzech miesięcy oraz zdobyć większość parlamentarną do poparcia uchwalenie ustawy. Jedynie w takich warunkach parlament może zaakceptować daną uchwałę.

## Budynek parlamentu
Budynkiem parlamentu jest Hôtel de la Chambre który jest położony na placu Krautmaart, który leży w dzielnicy Ville Haute. Hotel został zbudowany w latach 1858–1860 jak dobudowa pałacu wielkiego księcia Luksemburga.
Budynek został zaprojektowany przez Antoine Hartmana w stylu neogotyckim, neorenesansowym oraz w stylu neoklasycznym. W 1891 roku odbyła się renowacja neorenesansowej części budynku.

## Obecny skład
Oto skład parlamentu z podziałem na partie oraz mandaty które partie posiadają:
| Partia polityczna                             | Ilość mandatów |
| Chrześcijańsko-Społeczna Partia Ludowa        | 21             |
| Partia Demokratyczna                          | 12             |
| Luksemburska Socjalistyczna Partia Robotnicza | 10             |
| Zieloni                                       | 9              |
| Alternatywna Demokratyczna Partia Reform      | 4              |
| Partia Piratów (Luksemburg)                   | 2              |
| Lewica (Luksemburg)                           | 2              |
| Łącznie                                       | 60             |
| Większość rządząca                            | 31             |